# Diepslakken
De diepslakken (Bithyniidae) zijn een familie van kieuwslakken. Bithynia (Leach, 1818) is het typegenus van deze familie. De dieren zijn gekleurd in tinten van grijs tot bruingrijs met een patroon van vaak gele vlekken. De kop heeft een korte snuit en één paar vrij lange en dunne tentakels.

## Voortplanting
De dieren zijn van gescheiden geslacht. Er lijkt geen geslachtsdimorfie te zijn. Eieren worden afgezet op een vast substraat dat eerst door de slak wordt schoongemaakt. De eieren bevinden zich in een plat, langwerpig, kleurloos en gelatineus legsel, met 2 à 3 rijen van eieren naast elkaar.

## Habitat en levenswijze
De meeste soorten leven in zoet zuurstofrijk water, er zijn er ook die zwak brak water verdragen. Het zijn grazers die leven van detritus, terwijl daarnaast kunnen ook voedseldeeltjes uit het water gefilterd worden.

## Geologische historie
Voorouders van de diepslakken komen met zekerheid sinds het Boven Juratijdperk voor.

## Areaal
Wereldwijd verspreid, met uitzondering van beide Amerikaanse continenten (afgezien van door de mens geïmporteerde soorten zoals Bithynia tentaculata). In Noordwest-Europa komen twee moderne soorten voor: de grote diepslak (Bithynia tentaculata) en de kleine diepslak (Bithynia leachii). In het oosten van Duitsland en verder naar het oosten en zuidoosten komt een derde soort voor die in vorm veel op de laatste lijkt maar groter kan worden dan de grote diepslak: Bithynia troscheli. Elders in Europa komen nog andere soorten voor.

## Schelpkenmerken
De schelp is meestal hoogconisch van vorm, tamelijk 'opgeblazen' en is regelmatig gewonden. De windingen zijn doorgaans bol tot zeer bol. Meestal is er een ovale mondopening. De schelp heeft een nauwe navel die echter geheel bedekt kan zijn. De meeste soorten hebben geen of een weinig opvallende sculptuur. Er zijn echter ook soorten met sterk geprononceerde spiraal of axiale ribben of met een opvallende hamerslag sculptuur.
In hoogte variëren de meeste soorten tussen ongeveer 5 en 20 mm.
Diepslakken hebben een dik kalkig operculum dat in tegenstelling tot het huis uit calciet is opgebouwd. De groeistructuur kan multispiraal, paucispiraal of concentrisch zijn en is vaak een combinatie hiervan. Als dat het geval is dan verloopt de ontwikkeling van multispiraal via paucispiraal naar concentrisch waarbij de multispirale fase ook afwezig kan zijn. De laatste fase is concentrisch en komt vrijwel altijd voor, ook al kan die het kleinste deel van de opbouw in beslag nemen.

## Fossiel voorkomen in Noordwest Europa
De drie in noordwestelijk Europa recent levende soorten zijn fossiel uit warme perioden gedurende het hele Kwartair bekend. Daarnaast komen drie uitgestorven soorten in deze periode voor: Bithynia bavelensis, Parafossarulus crassitesta en P. priscillae

## Geslachten
- Bithynia Leach, 1818
- Celekenia Andrusov, 1902 †
- Daciella Wenz, 1942 †
- Emmericiopsis Thiele, 1928
- Euchilus Sandberger, 1870 †
- Ferebithynia Kókay, 2006 †
- Gabbiella Mandahl-Barth, 1968
- Hydrobioides G. Nevill, 1885
- Mysorella Godwin-Austen, 1919
- Neosataria Kulkarni & Khot, 2015
- Neumayria de Stefani, 1877
- Parabithynia Pilsbry, 1928
- Parafossarulus Annandale, 1924
- Pseudobithynia Glöer & Pešić, 2006
- Pseudovivipara Annandale, 1918
- Tylopoma Brusina, 1882 †
- Wattebledia Crosse, 1886